# Edinburgh Bears
Edinburgh Bears – szkocki klub siatkarski z siedzibą w Edynburgu założony w 2013 roku przez grupę Polaków. W 2022 roku stowarzyszył się w Jets Volleyball Club i od tego czasu występuje pod nazwą Edinburgh Jets Bears. W sezonie 2022/2023 zajął 1. miejsce w League One i awansował do najwyższej klasy rozgrywkowej – Premier League.
Obecnie głównym obiektem, w którym drużyna rozgrywa swoje mecze domowe, jest hala sportowa w Granton Campus będącym częścią Edinburgh College. Zespół korzysta także m.in. z hal sportowych w St. Augustine's RC High School czy Liberton High School.

## Historia
W 2013 roku społeczność Polaków mieszkających w Szkocji założyła grupę na Facebooku zrzeszającą osoby chcące grać w siatkówkę. Regularne spotkania na treningach odbywających się w Edynburgu doprowadziły do powstania klubu Edinburgh Bears. Nazwa nawiązuje do niedźwiedzia syryjskiego Wojtka adoptowanego przez żołnierzy 22 Kompanii Zaopatrywania Artylerii w 2 Korpusie Polskim. Po pewnym czasie zespół zaczął występować w lokalnych rozgrywkach, m.in.: Lothian & Borders District League, zawodach plenerowych The Meadows, turniejach Glasgow Open VC, pucharach okręgowych w Dundee, Glasgow i Perth czy Scottish Open Volleyball Tournament.
W 2022 roku Edinburgh Bears stowarzyszył się w Jets Volleyball Club i stał się trzecią drużyną w ramach tego klubu (obok Edinburgh Jets i Edinburgh Jets II). Od tego czasu występuje pod nazwą Edinburgh Jets Bears.
W sezonie 2022/2023 zespół startował w League One stanowiącej drugi poziom rozgrywkowy. Zajął w niej 1. miejsce wygrywając 21 na 22 mecze. Tym samym awansował do Premier League. Zdobył także Tarczę Szkocji, pokonując w finale drużynę University of St Andrews.

## Bilans sezonów
| Sezon     | Rozgrywki ligowe | Rozgrywki ligowe | Puchar      |
| Sezon     | Poziom           | Miejsce          | Puchar      |
| --------- | ---------------- | ---------------- | ----------- |
| 2022/2023 | League One       | 1/12             | 1/8 finału  |
| 2023/2024 | Premier League   | 3/8              | półfinał    |
| 2024/2025 | Premier League   | 3/8              | ćwierćfinał |

     pierwszy poziom
     drugi poziom

## Osiągnięcia
Premier League:
- 3. miejsce (2x): 2024, 2025

League One:
- 1. miejsce (1x): 2023

Tarcza Szkocji:
- 1. miejsce (1x): 2023